# Ernie Bot
Ernie Bot (chiń. 文心一言; pinyin wénxīn yīyán; dosł. „słowo z serca”), pełna nazwa: Enhanced Representation through Knowledge Integration – chatbot AI firmy Baidu, wydany w 2023 roku. Został on oparty na dużym modelu językowym o nazwie ERNIE, rozwijany od 2019 r.
ERNIE 4.0 został ogłoszony 17 października 2023.
Wersja 4.5 i model wnioskowania ERNIE X1 zostały udostępnione bezpłatnie 16 marca 2025.

## Historia
Ernie Bot został pierwotnie udostępniony do testowania 16 marca 2023 roku na podstawie Ernie 3.0, dużego modelu językowego, rozwijanego od roku 2019.
Ernie 3.0, model języka, został wytrenowany przy użyciu 10 miliardów parametrów na korpusie o pojemności 4 terabajtów (TB), który składa się z tekstów jawnych i wielkoskalowego grafu wiedzy. W październiku 2023 zaprezentowano Ernie 4.0, który udostępniono płatnym abonentom w listopadzie tego samego roku.